# Pereszteg
Pereszteg là một thị trấn thuộc hạt Győr-Moson-Sopron, Hungary. Thị trấn này có diện tích 22,5 km², dân số năm 2010 là 1383 người, mật độ 61 người/km².